# Árbol

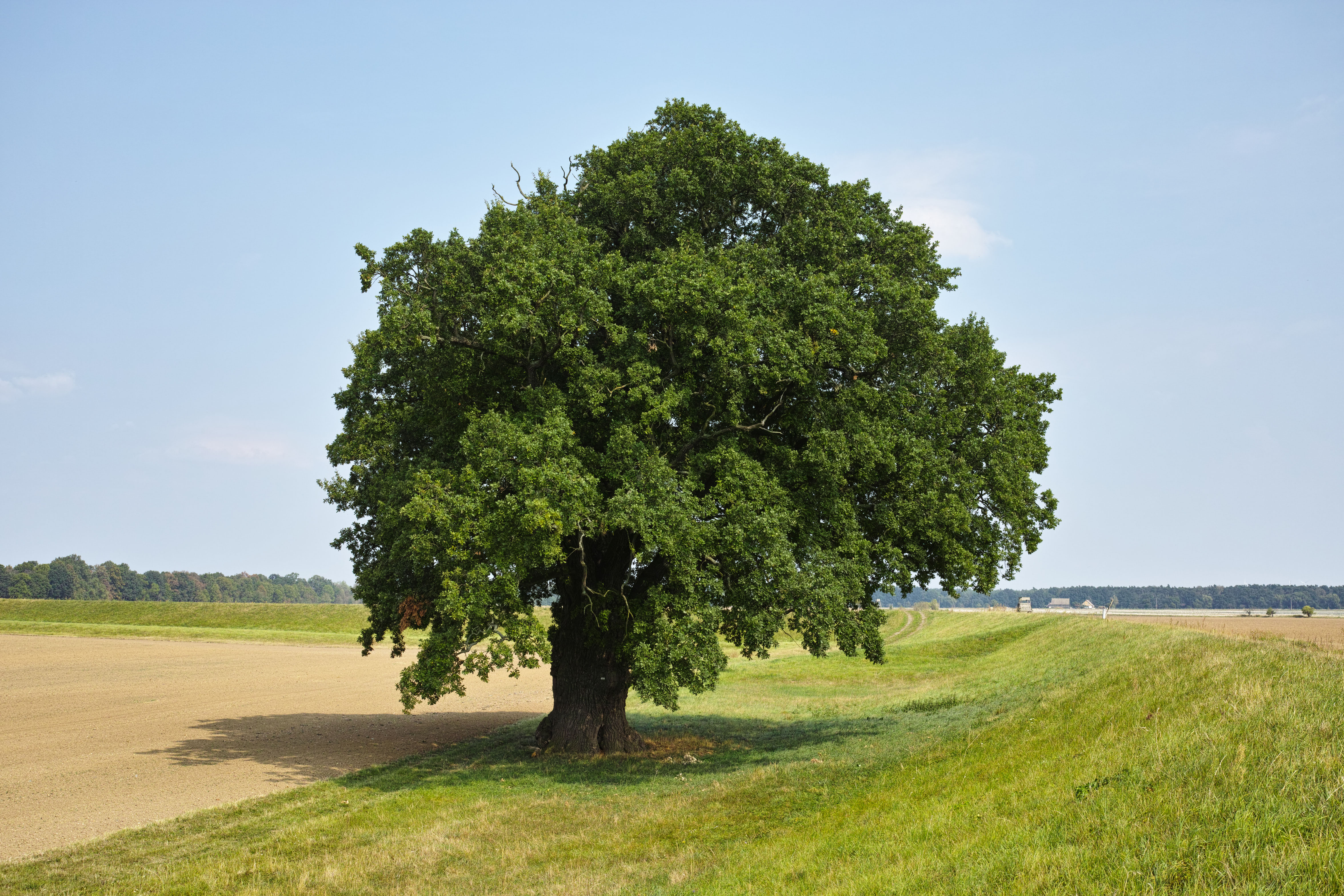
Ejemplar solitario de Quercus robur

Un árbol es una planta de tallo leñoso que se ramifica a cierta altura del suelo. El término hace referencia habitualmente a aquellas plantas cuya altura supera un determinado límite en la madurez, diferente según las fuentes: dos metros, tres metros, cinco metros o los seis metros. Además, producen ramas secundarias nuevas cada año, que parten de un único fuste o tronco, con clara dominancia apical, dando lugar a una nueva copa separada del suelo. Algunos autores establecen un mínimo de 10 cm de diámetro en el tronco (la longitud de la circunferencia sería de unos 30 cm). Las plantas leñosas que no reúnen estas características por tener varios troncos o por ser de pequeño tamaño son consideradas arbustos. 
Los árboles presentan una mayor longitud que otros tipos de plantas. Ciertas especies de vegetales (como las secuoyas) pueden superar los 100 m de altura y llegar a vivir durante miles de años. Los árboles han existido desde hace 370 millones de años. Se estima que hay poco más de tres billones de árboles maduros en el mundo.
Un estudio realizado por la Universidad de Yale y luego publicado en la revista Nature estima que en la Tierra hay alrededor de tres billones de árboles y su cantidad se redujo un 46 % desde que comenzó la civilización humana, dando en promedio 422 árboles por persona, pero cada año se pierden 15 000 millones de ejemplares.
Los árboles son un importante componente del paisaje natural debido a que previenen la erosión y proporcionan un ecosistema protegido de las inclemencias del tiempo en su follaje y por debajo de él. También desempeñan un papel importante a la hora de producir oxígeno y reducir el dióxido de carbono en la atmósfera, así como moderar las temperaturas en el suelo. También, son elementos en el paisajismo y la agricultura, tanto por su atractivo aspecto como por su producción de frutos en huertos de frutales. La madera de los árboles es un material de construcción, así como una fuente de energía primaria en muchos países en vías de desarrollo. Los árboles desempeñan también un importante papel en muchas mitologías del mundo.

## Descripción

### Partes
Los árboles están formados por tres partes: la raíz, el tronco y la copa. Los dos primeros son los que diferencian, fundamentalmente, a un árbol de un arbusto. Los arbustos son más pequeños y no tienen un único tallo sino que están formados por varios. No obstante, ha de señalarse que algunas especies se pueden desarrollar como árboles pequeños o como arbustos, dependiendo de las circunstancias ambientales.

#### Raíz
Las raíces fijan el árbol al suelo. Las raíces pueden tener una raíz principal, o bien, ser numerosas raíces en las que ninguna de ellas predomina, adoptando la forma de raíz ramificada fasciculada. Muchas raíces se combinan simbióticamente con micelios de hongos. Los hongos pueden conectar diferentes árboles y formar una red que transmite nutrientes y señales. Las raíces aéreas son más raras dentro de los árboles, pero se dan en algunas especies que viven en entornos pantanosos, por ejemplo el mangle (Rhizophora).

#### Tronco

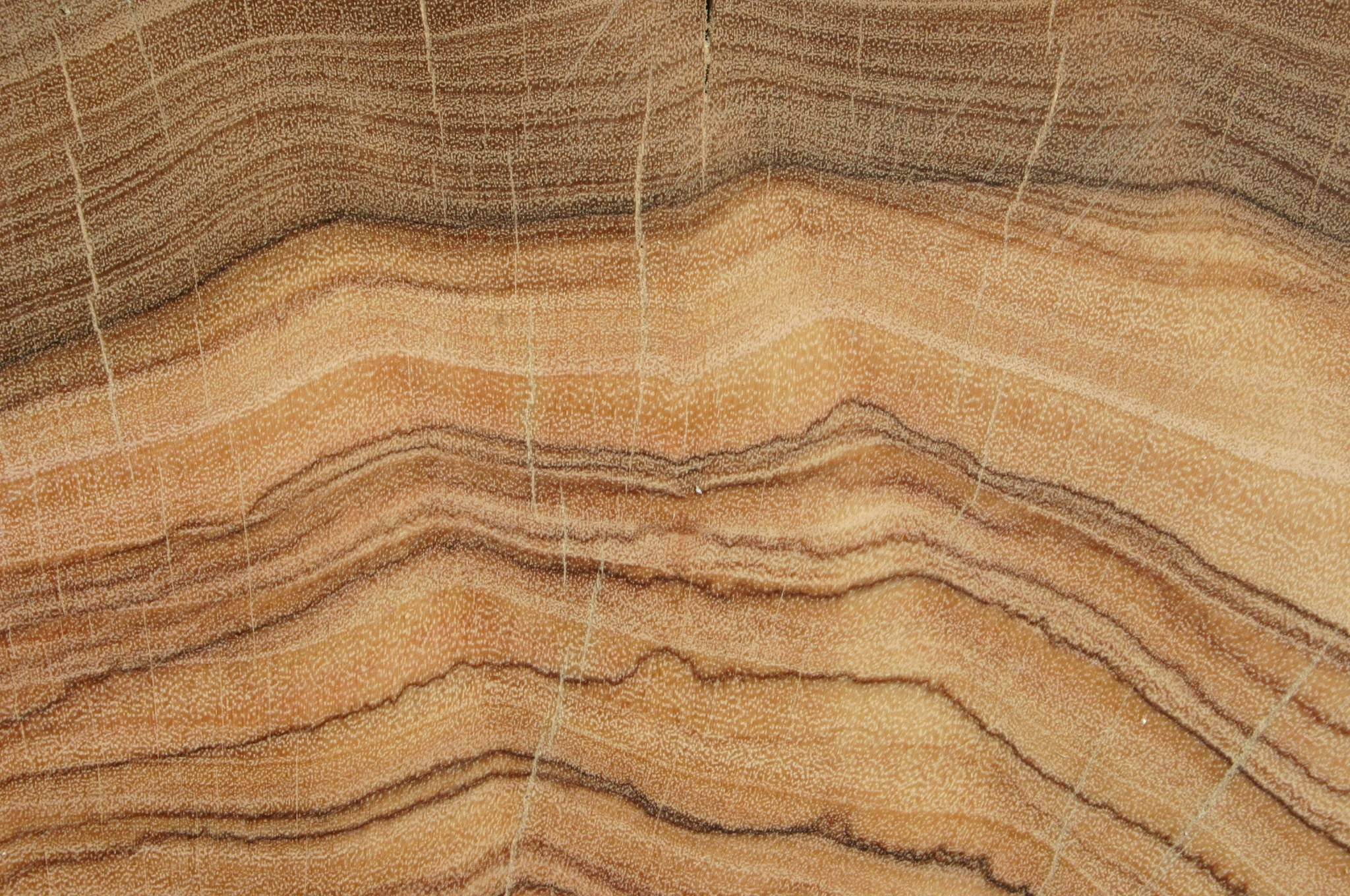
Anillos de crecimiento en un tronco de una subespecie de olivo (Olea europaea subsp. cuspidata)

El tronco es la estructura que sostiene la copa. Está formado por una capa exterior, la corteza, de espesor y color variables, que sirve para proteger el tejido vivo del árbol. El centro, más oscuro, es el duramen, formado  por células leñosas muertas de xilema. La albura es la parte más joven de la madera y más cercana a la corteza. Entre la albura y la corteza hay una sola capa de células por la que el tronco está creciendo, llamada cambium; se divide a su vez en dos partes: la interior formará el xilema (albura y duramen) y la exterior forma la corteza interna (floema).
Las características de la parte visible del tronco, la corteza, son una ayuda para identificar las especies arbóreas. Por ejemplo, el haya común la tiene gris y lisa hasta edades muy avanzadas; el pino piñonero de color pardo gris o pardo rojizo, forma surcos oscuros y grandes planchas como escamas; y el olmo común de color pardo gris, cuarteado por grietas, tanto horizontales como transversales.
Cuando se corta un tronco de forma transversal (tocón), pueden verse unos círculos concéntricos, los anillos, cuyo número muestra la edad del árbol, ya que cada año se forma un anillo de mayor o menor grosor, dependiendo de varios factores: los estrechos evidencian años de dificultades, como periodos fríos o secos. Los anillos anchos se generan durante los años en que los factores ambientales no han afectado adversamente su crecimiento. En los árboles de zonas templadas es más fácil diferenciar cada anillo, ya que en los trópicos con un clima regular a lo largo de todo el ciclo vegetativo, no se aprecia la formación de anillos anuales.

#### Ramas
Las ramas suelen brotar a cierta altura del suelo, de manera que dejan una franja de tronco libre. Las ramas y hojas forman la copa. La copa adopta formas diversas, según las especies, distinguiéndose básicamente tres tipos: la alargada y vertical, la redondeada o la que se extiende de manera horizontal, como si fuera una sombrilla. Las ramas salen del tronco, se subdividen en ramas menores y en estas están las yemas y las hojas. De la yema nacerá una flor, una rama, u hojas. Las yemas que quedan en el extremo de las ramitas se llaman yemas terminales. Suelen estar cubiertas por escamas o catafilos como forma de protección.

#### Hojas
A través de las hojas el árbol realiza la fotosíntesis y  por lo tanto debe alimentarse. Las raíces absorben el agua con minerales disueltos en ella. Suben por el tronco hasta las hojas. Allí reaccionan con el carbono procedente del anhídrido carbónico y forman azúcares. Luego el azúcar se transforma en celulosa, que es la materia prima de la madera. La hoja tiene una parte superior (haz) y otra inferior (envés), en el que se encuentran los estomas, pequeñas aberturas por las que penetra el anhídrido carbónico y por los que sale el agua sobrante y el oxígeno.
Las hojas son un elemento primordial a la hora de diferenciar entre las distintas especies arbóreas. Pueden señalarse cuatro tipos básicos de hojas: 
1. Acículas. Tienen forma de aguja, delgadas y finas. Son típicas de las coníferas. Pueden estar situadas en las ramas individualmente (como en el abeto blanco o la douglasia verde), o bien formar ramilletes de 2, 3, 5 o más en los braquiblastos (como en el alerce europeo o en el cedro del Líbano). Las acículas, además, pueden aparecer en hilera, esto es, penden en un plano más o menor horizontal, o bien radial, pues penden regularmente de todos los lados del eje.
2. Escuamiformes. Tienen forma de escama y son propias de algunas coníferas (como en el ciprés común o la tuya occidental).
3. Pinnatifolios. La lámina foliar está a su vez dividida en una especie de hojas más pequeñas, llamadas folíolos, pero todos en el mismo raquis; puede verse en el serbal de los cazadores. Las hojas pinnadas en sentido estricto tienen los folíolos dispuestos de manera regular a ambos lados del pecíolo, mientras que en las palmeadas (pinnatipalmeadas) cada folíolo se inserta en un punto central, como se ve en el castaño de Indias.
4. Hojas simples e indivisas. Cada hoja se inserta individualmente en la rama por el pecíolo o tallo. Si no tienen ese tallo se les llama messies. Dentro de estas hojas simples se diferencian dos grandes grupos, los árboles de hojas opuestas y los de hojas alternas. En las hojas opuestas siempre hay dos hojas, una enfrente de otra, que nacen del mismo nudo del eje del vástago. Así ocurre en los arces y en el olivo. Dentro de este tipo de hojas opuestas, las hay verticiladas, es decir, aquellas en las que surgen tres hojas o más en cada nudo, como ocurre en la catalpa. En las hojas alternas, en cada nudo del eje del vástago hay solo una hoja, y la siguiente está en otro nudo y nace hacia otro lado. De hojas alternas son la mayor parte de los árboles de fronda de clima templado, como los olmos, los robles y las hayas.

Pueden tener una sola forma (aovada, acorazonada, sagitadas, reniformes, lanceoladas, etc.) o bien ser recortada, lobulada, con entrantes más o menos marcados. El borde de la hoja (borde foliar) también es un elemento de distinción, pues puede ser entero (liso), crenado, dentado (con pequeños picos), aserrado y doble aserrado (como dientes de sierra), sinuado y lobulado; además, el borde puede ser espinoso (con espinas en el borde, como en el borde dentado punzante).

Tipos de hoja
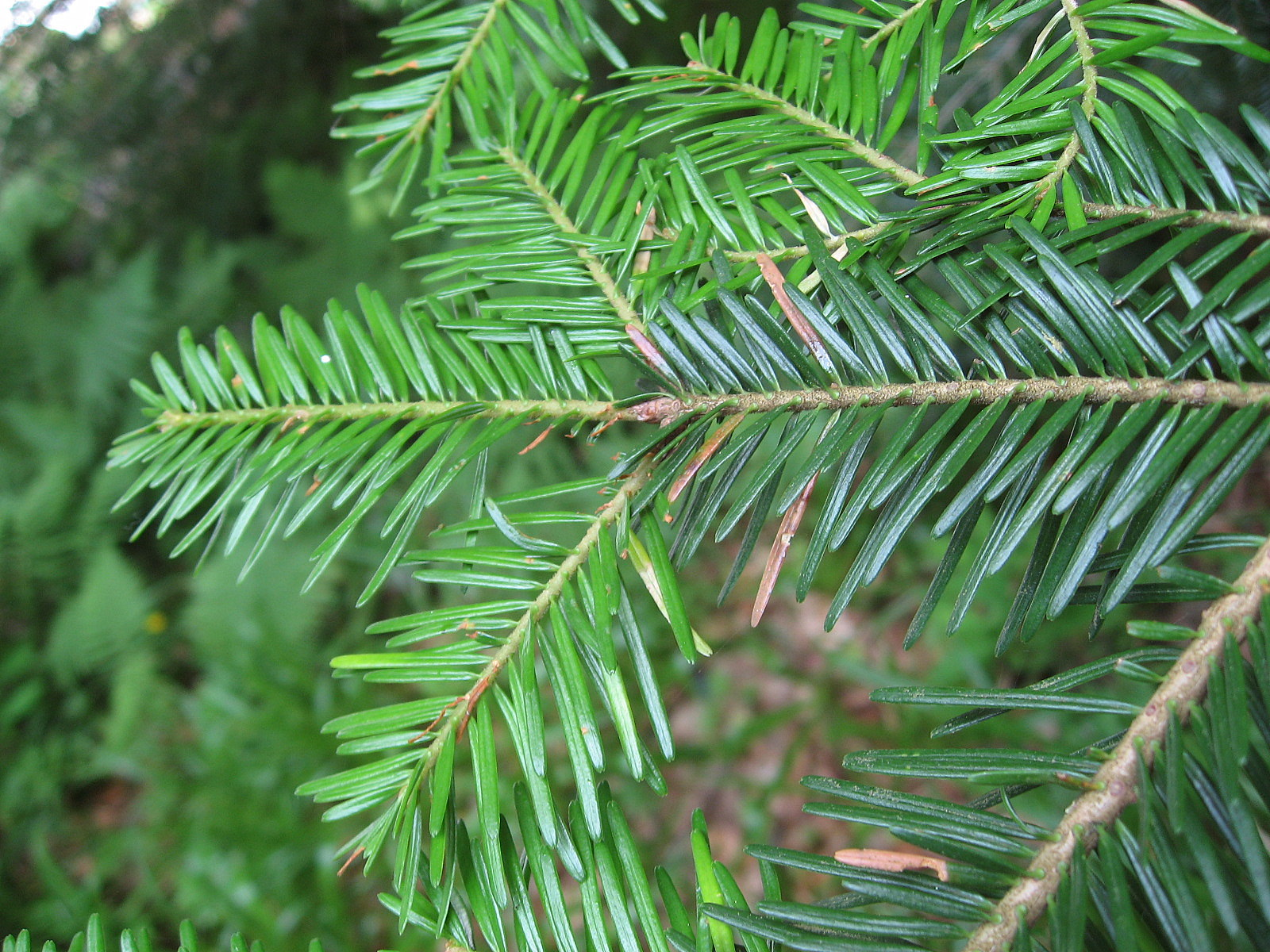
Acícula de abeto blanco, insertada individualmente.
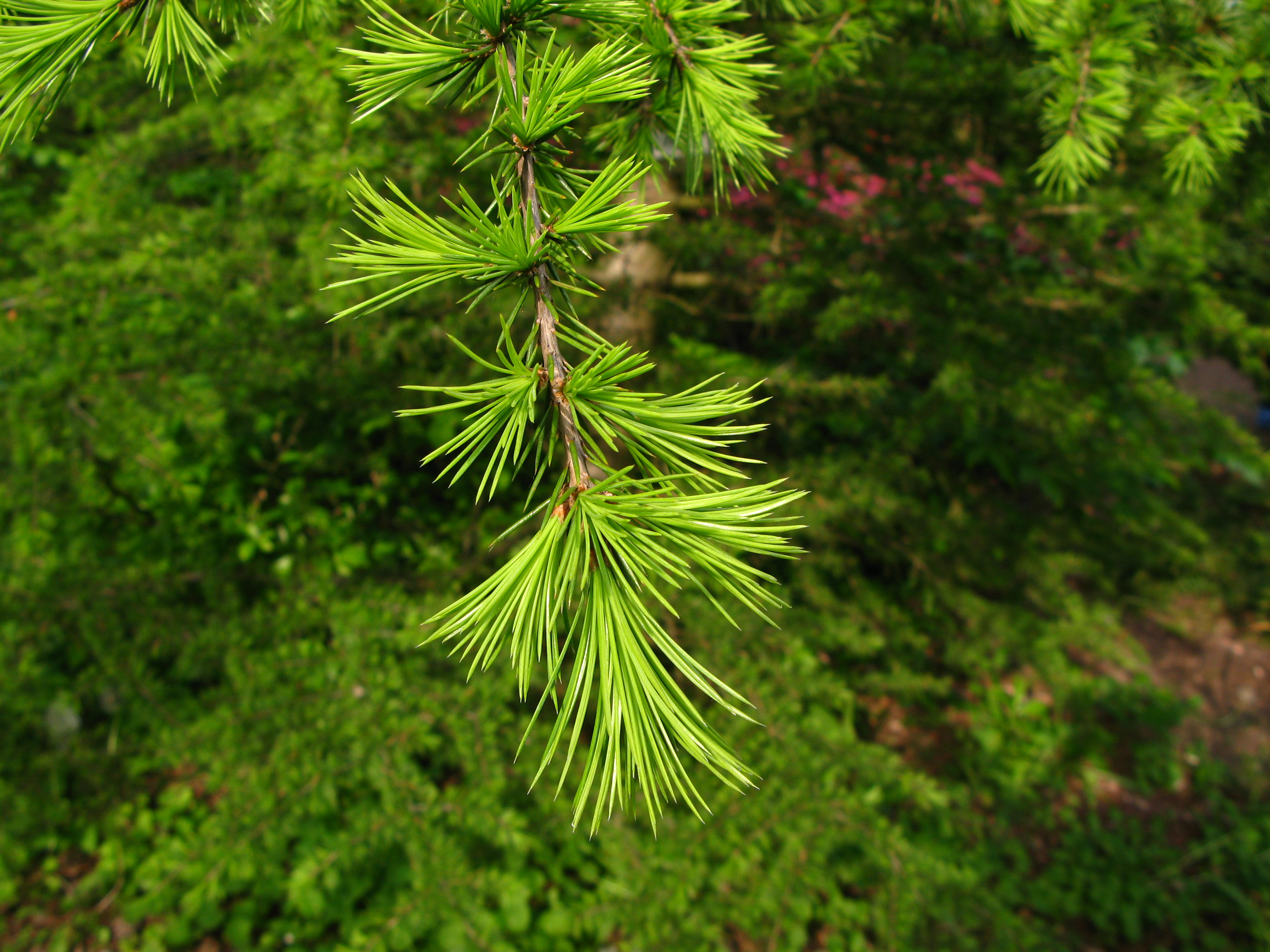
Acículas de cedro del Líbano, varias insertadas juntas.
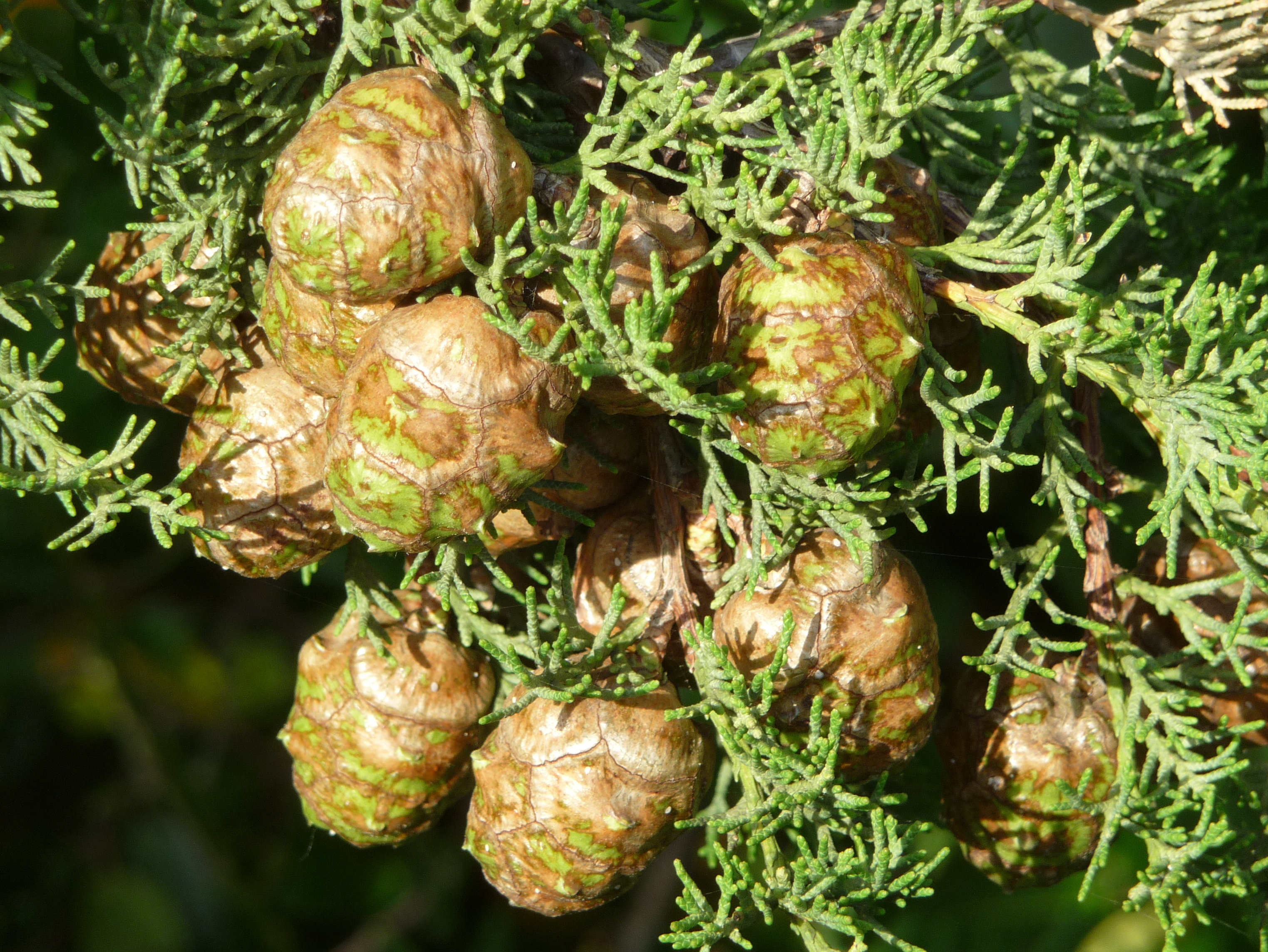
Conos y hojas escuamiformes del ciprés común.
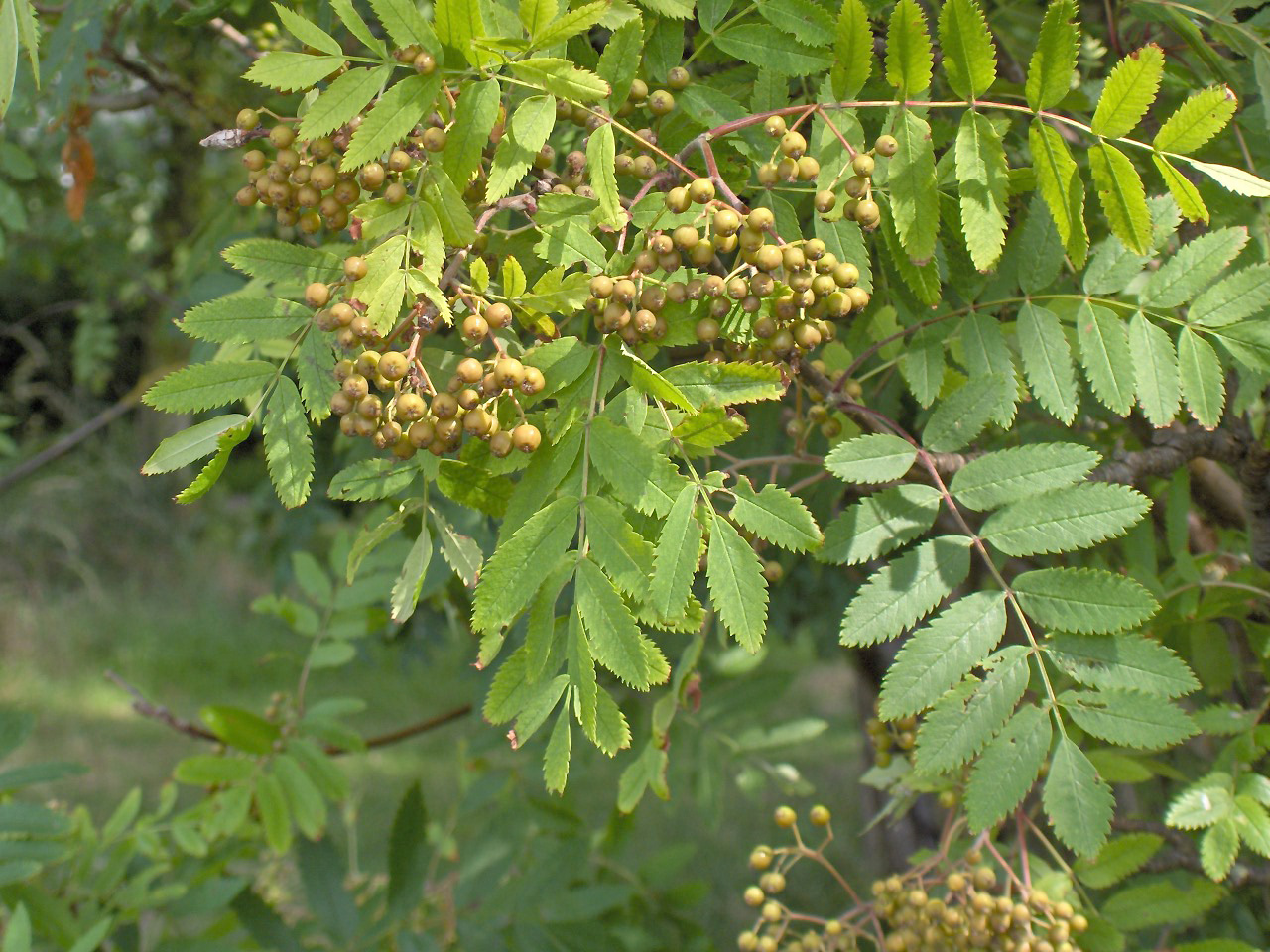
Hojas del serbal de los cazadores, pinnatifolios impares alternos.
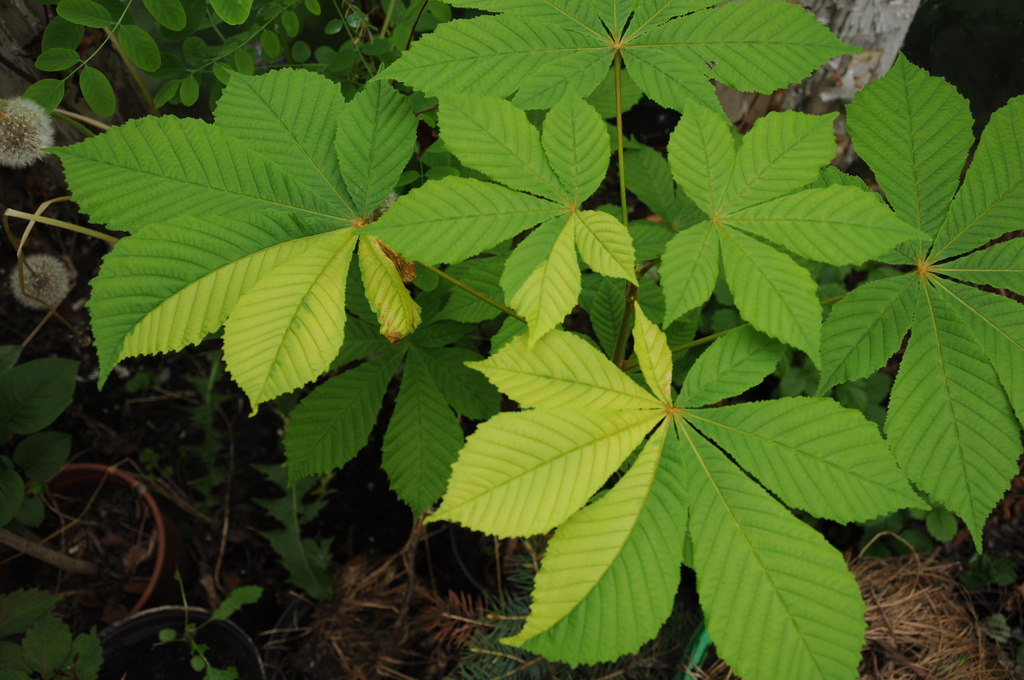
Hojas del castaño de Indias, opuestas, largamente pedunculadas, pinnatipalmeadas.
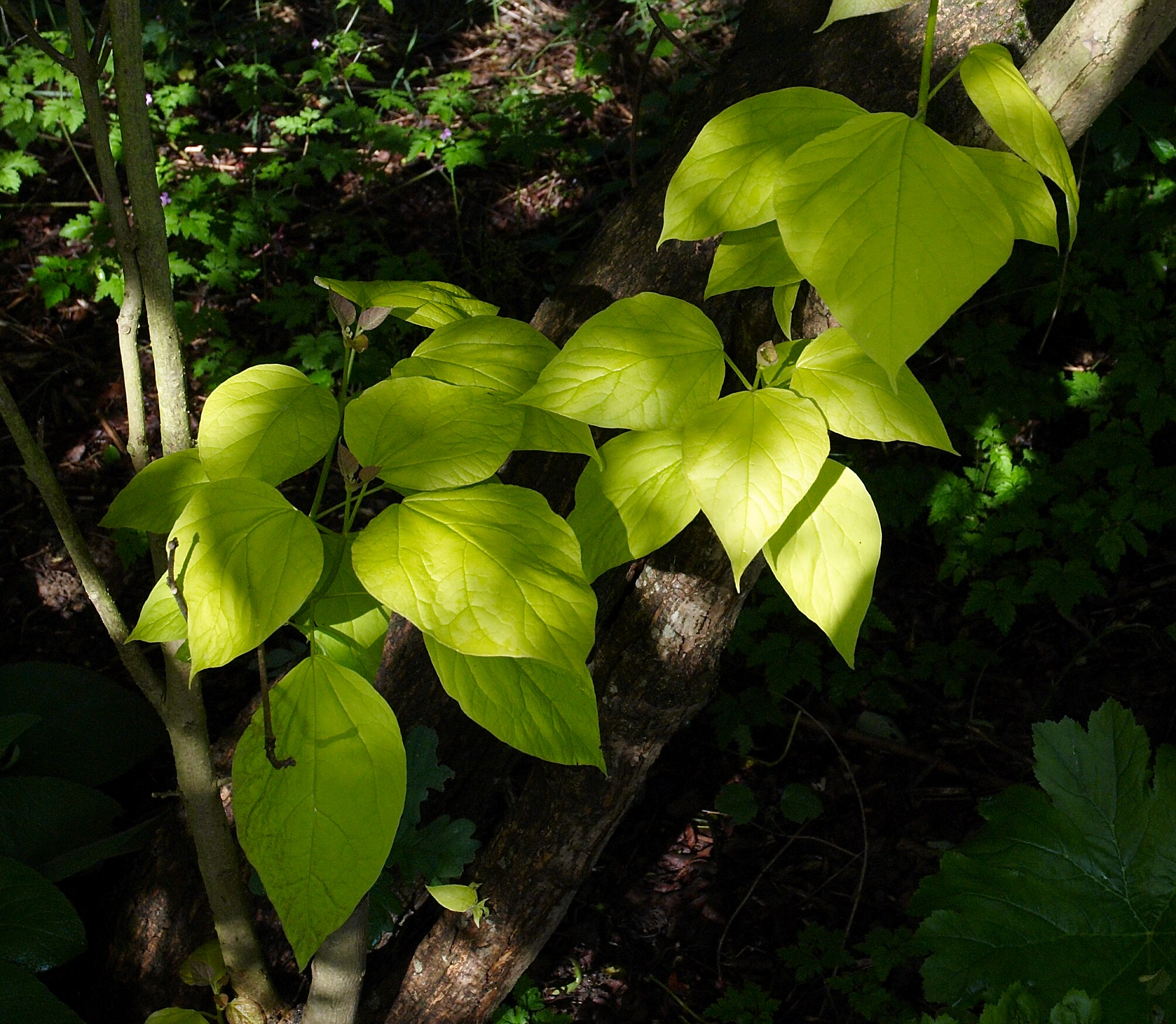
Hojas verticiladas de la catalpa.
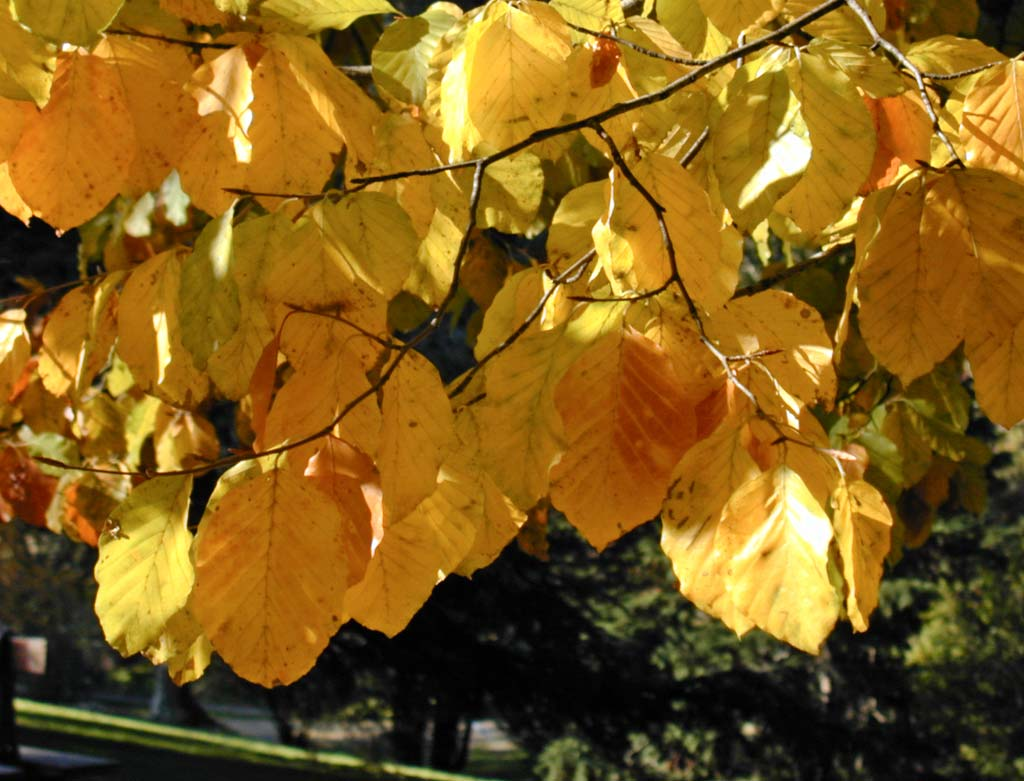
Hojas simples, alternas, del haya común.

#### Flores y frutos

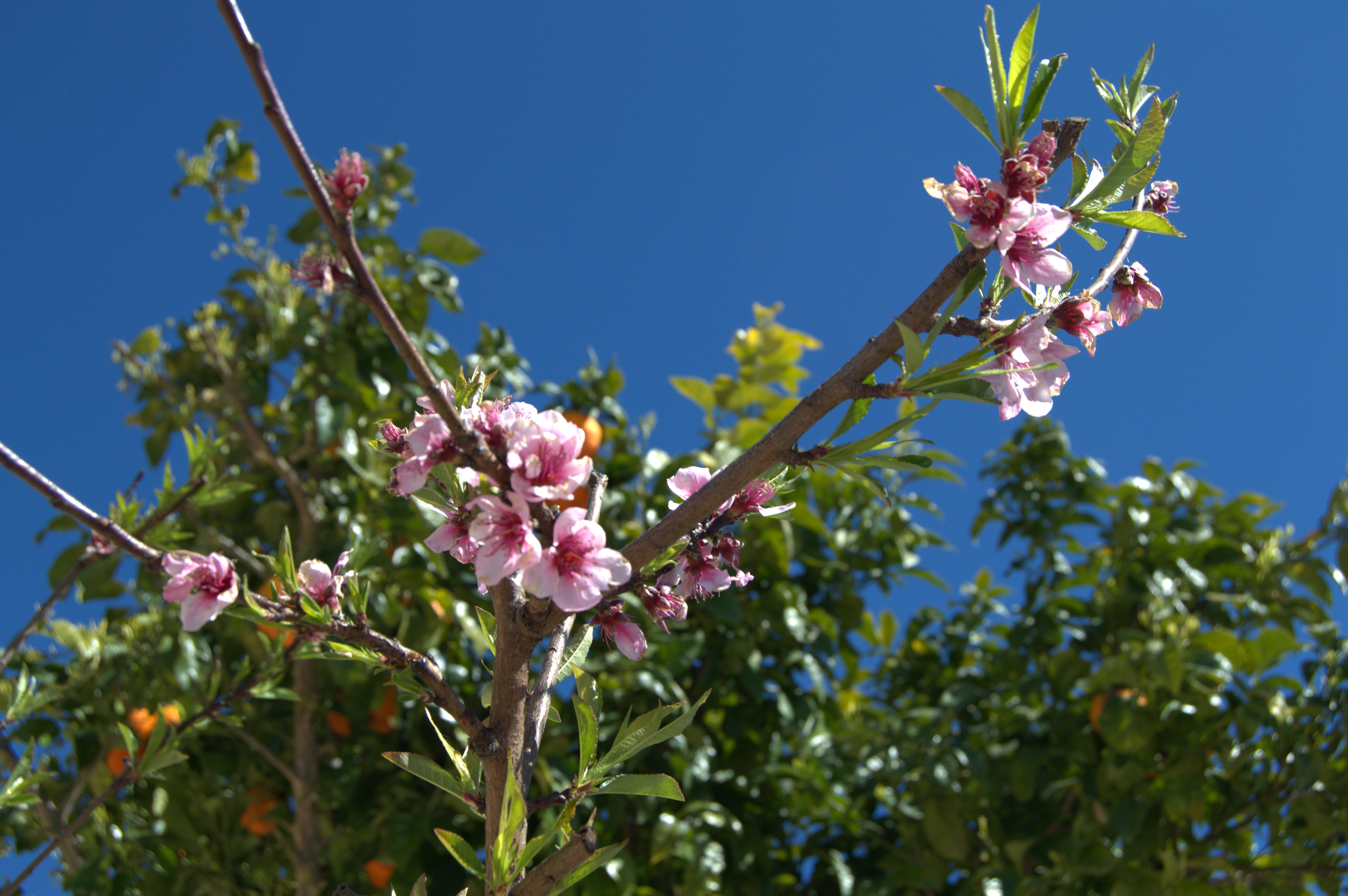
Cerezos en flor, forman uno de los espectáculos más bellos en primavera.

Los árboles, como las coníferas, son gimnospermas y se caracterizan por portar estructuras reproductivas llamadas conos, pero la mayoría de las especies son angiospermas, por lo que poseen órganos reproductivos en forma de flor. El gingko es un caso particular, ya que aunque es gimnosperma, no es una conífera. En algunas especies las flores surgen aisladas (magnolias), en otras se agrupan formando ramilletes llamados inflorescencias. No todos los árboles tienen flores completas, con órganos reproductores masculinos y femeninos en el mismo árbol (monoicos), como los abedules, nogales, robles); en algunas especies, cada ejemplar posee flores de un solo sexo (dioicos), como el gingko.

### Tamaño y edad
El tamaño de los árboles varía enormemente, la especie que se considera de mayor tamaño son las secuoyas. Las alturas de los árboles más altos del mundo han sido objeto de controversia y exageración. Las medidas modernas verificadas se hacen con aparatos láser, otros métodos de medida, o con medidas de cinta corrida realizada por investigadores o miembros de grupos como la U.S. Eastern Native Tree Society, han demostrado que los antiguos métodos de medición a menudo no son fiables, a veces producen exageraciones de 5 % a 15 % o más por encima de la verdadera altura. Pretensiones históricas de árboles que crecieron hasta más de 130 metros o incluso 150 ahora se consideran en gran medida poco fidedignas, y atribuidas al error humano. Mediciones históricas de árboles caídos realizadas con el tronco postrado en el suelo se consideran algo más fidedignas. Actualmente se acepta que las especies más altas son:
1. Sequoia sempervirens: 115,56 m, parque nacional Redwood, California, Estados Unidos[9]
2. Eucalyptus regnans: 99,6 m, al sur de Hobart, Tasmania, Australia[18]

#### Longevidad
En cuanto a la edad, los árboles son los seres vivos que pueden vivir mayor cantidad de años. Los árboles más longevos son las secuoyas, que pueden llegar a vivir 2000-3000 años. Le siguen algunas especies pináceas propias de la alta montaña y el drago canario. Se ha calculado que el drago de Icod de los Vinos, aunque se le llama "milenario", tiene una edad 500 y los 600 años. Los árboles más antiguos se determinan por la dendrocronología o crecimiento de los anillos, que puede verse si el árbol es cortado, o en catas tomadas desde la corteza hacia el centro del tronco. La determinación exacta solo es posible para árboles que producen anillos de crecimiento, generalmente en climas con estaciones diferenciadas. Los árboles en climas tropicales, que no diferencia entre estaciones no tienen anillos distintivos. También es solo posible en árboles que son sólidos por el centro. Muchos árboles viejos se van vaciando por dentro cuando están muertos al decaer la madera muerta. Para alguna de estas especies, la edad estimada se ha hecho sobre la base de extrapolar los ritmos de crecimiento actuales, pero los resultados son normalmente en gran medida fruto de la especulación. White (1998) propone un método de estimar la edad de árboles grandes y antiguos en el Reino Unido, a través de la correlación entre el diámetro de la rama del árbol, carácter de crecimiento y edad.
Los dos árboles más antiguos son:
1. Pino longevo,  en California, Estados Unidos, en Montañas Blancas. Se estima que nació en el 3050 a. C.: 5075 años 
(Por temor a vandalismos, el Servicio Forestal de Estados Unidos se ha negado a revelar sus coordenadas exactas y ni siquiera se han difundido imágenes del mismo).[21]
2. Pino longevo (al que se le dio el apodo de Matusalén), en Condado de Inyo, California, nacido hacia el 2832 a. C.:4857 años.[22]

El grosor de un árbol es normalmente más fácil de medir que la altura, pues se trata solo de medir con cinta alrededor del tronco, tensarlo y así hallar la circunferencia. El árbol con el tronco más grueso del mundo es un baobab africano: 15,9 m, Glencoe Baobab (medido cerca del suelo) en Sudáfrica. El célebre árbol del Tule en México, que es una especie de ahuehuete (Taxodium mucronatum): 11,62 m, Árbol del Tule, Santa María del Tule, Oaxaca, México.

## Distribución y hábitat

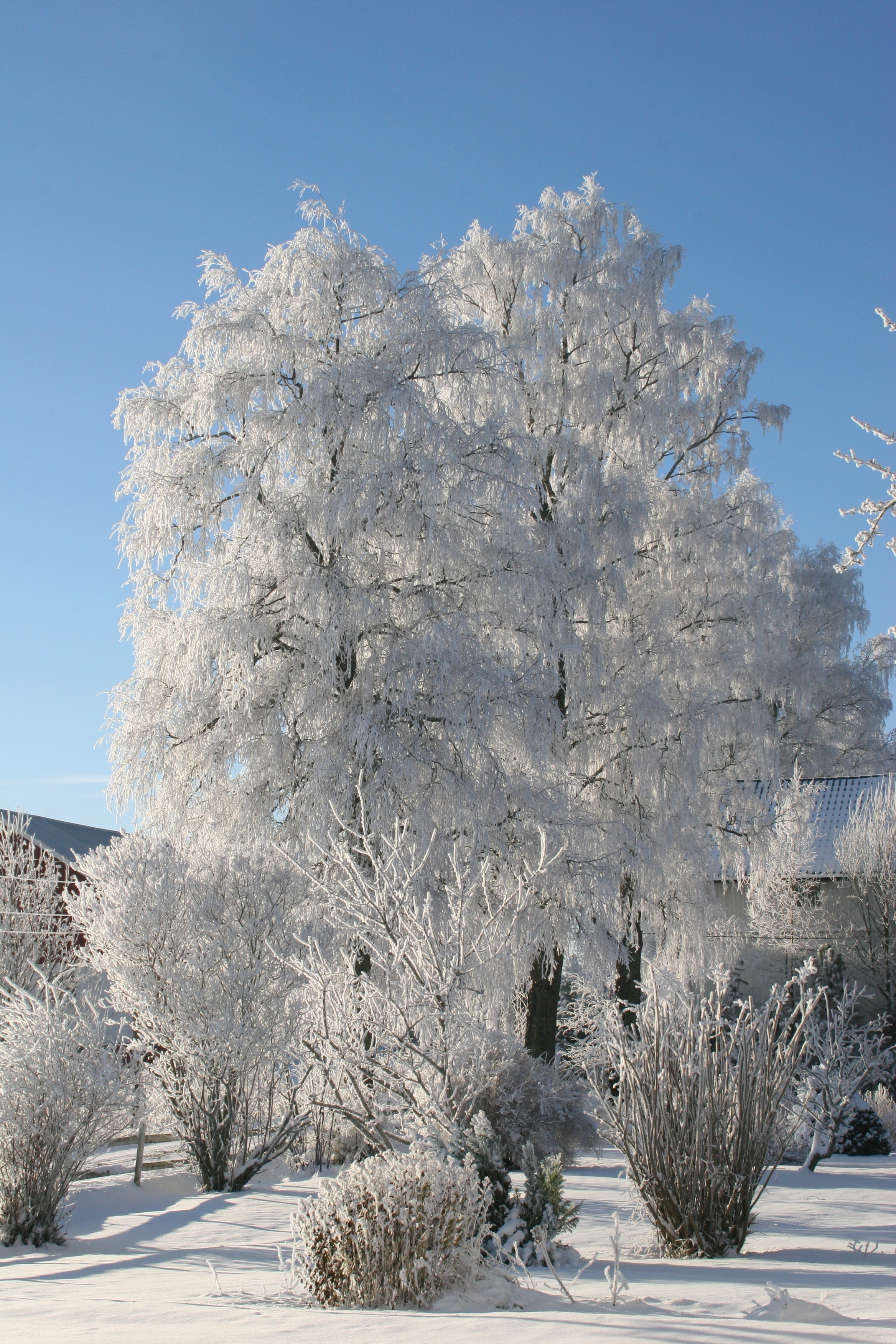
Árboles cubiertos de hielo en Noruega.

Hay árboles por todo el mundo, siendo particularmente ricas en diversidad de especies arbóreas las franjas tropicales. Los árboles tropicales se hallan en las selvas tropicales y ecuatoriales de América Central, América del Sur, África y Asia. Pero también hay árboles en las zonas templadas y llega hasta latitudes muy altas. En este último caso, los bosques suelen presentar menos diversidad de especies y estar formados por una o pocas especies.

Los árboles son parte predominante del ecosistema de los continentes debido a que previenen la erosión, constituyendo los elementos primordiales del paisaje, la agricultura, los llamados ecosistemas forestales, los bosques y las selvas, además de encontrarse dispersos en ambientes como las sabanas o las orillas fluviales. Los árboles tienen gran importancia ecológica, puesto que fijan el suelo, impidiendo que la delgada capa fértil quede barrida por las lluvias o los vientos. Proporciona refugio y alimento a numerosas especies animales.

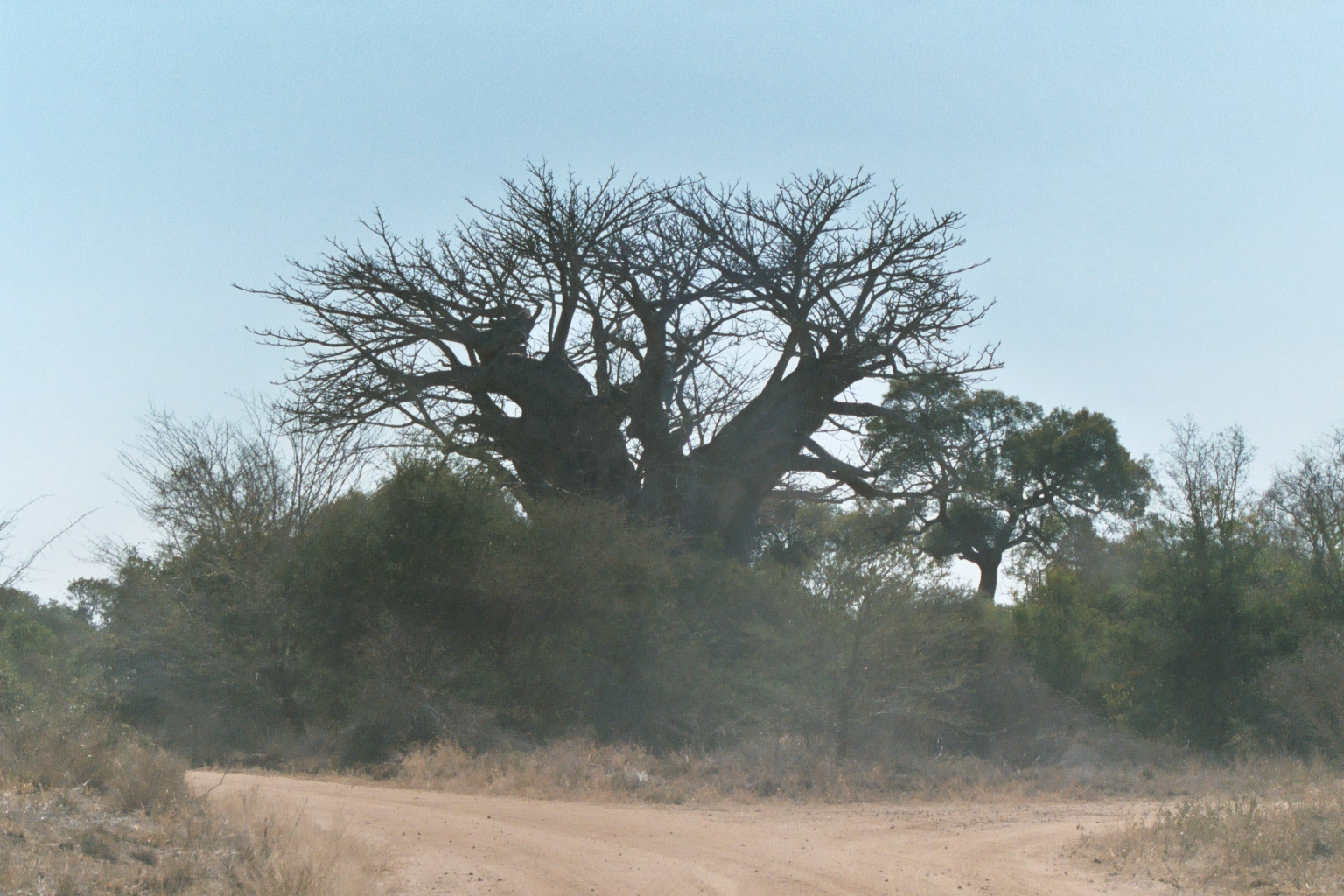
Árbol baobab en Sudáfrica.

El grado de humedad y la naturaleza del terreno suelen determinar qué tipo de bosque se dará, y no solo la temperatura o la latitud. Cuanto mayor sea la humedad, más espeso será el bosque. La aridez determina que los árboles se encuentren en ejemplares aislados o bosquecillos en torno a una fuente de agua, como un pozo o un río. Dependiendo de la altura se darán unas especies u otras. Normalmente en las partes bajas habrá bosques de frondosas como robles, hayas y castaños, y más arriba aparecerán las coníferas. Cuanta mayor sea la altura, más empezará a ralear el terreno, hasta que llegue un momento en que desaparezcan los árboles y solo queden hierbas perennes y líquenes. Esa línea máxima que pueden alcanzar los árboles es la llamada línea de árboles. Dependiendo de la exposición al sol, los vientos o la pluviosidad, puede darse la circunstancia de que en una ladera crezcan los árboles hasta una altura y en la otra, más expuesta, la línea de árboles esté a menor altura.
Varios biotopos se definen en gran medida por los árboles que los habitan, como por ejemplo el bosque templado de caducifolios. Un paisaje de árboles disperso por un amplio espacio es la sabana. Un bosque de gran edad se llama bosque primario.

## Diversidad
Hay diversos tipos de clasificaciones dentro de las especies arbóreas. Por el tipo de hoja, se puede distinguir entre árboles caducifolios o planifolios, que pierden su follaje durante una parte del año, normalmente la estación fría en los climas templados, y la árida en los climas cálidos y áridos, y árboles perennifolios, que no es que no pierdan las hojas, sino que no las pierden todas a la vez ni tampoco con ritmo anual, sino más largo.
La principal distinción es la que se establece entre árboles de crecimiento monopódico y árboles de crecimiento simpódico. En los monopódicos el crecimiento en longitud se basa en un tallo principal vertical del que salen, con ángulos marcados, ramas laterales subordinadas, de menor grosor. El crecimiento monopódico da lugar a un porte piramidal, como el que es característico de las coníferas. En el crecimiento simpódico, las ramas derivadas se desarrollan cerca del ápice (extremo) de aquellas en que se asientan, sustituyéndolas en el crecimiento. Las copas de estos árboles suelen ser más esféricas o cilíndricas y menos piramidales.
En inglés, pero habitualmente no en castellano, se trata de árboles a las palmeras (palm trees). El biotipo palmeroide se presenta en varios grupos de plantas, destacando las cícadas (Cycadophyta) y, especialmente, las angiospermas de la familia arecáceas (Arecaceae).

## Evolución

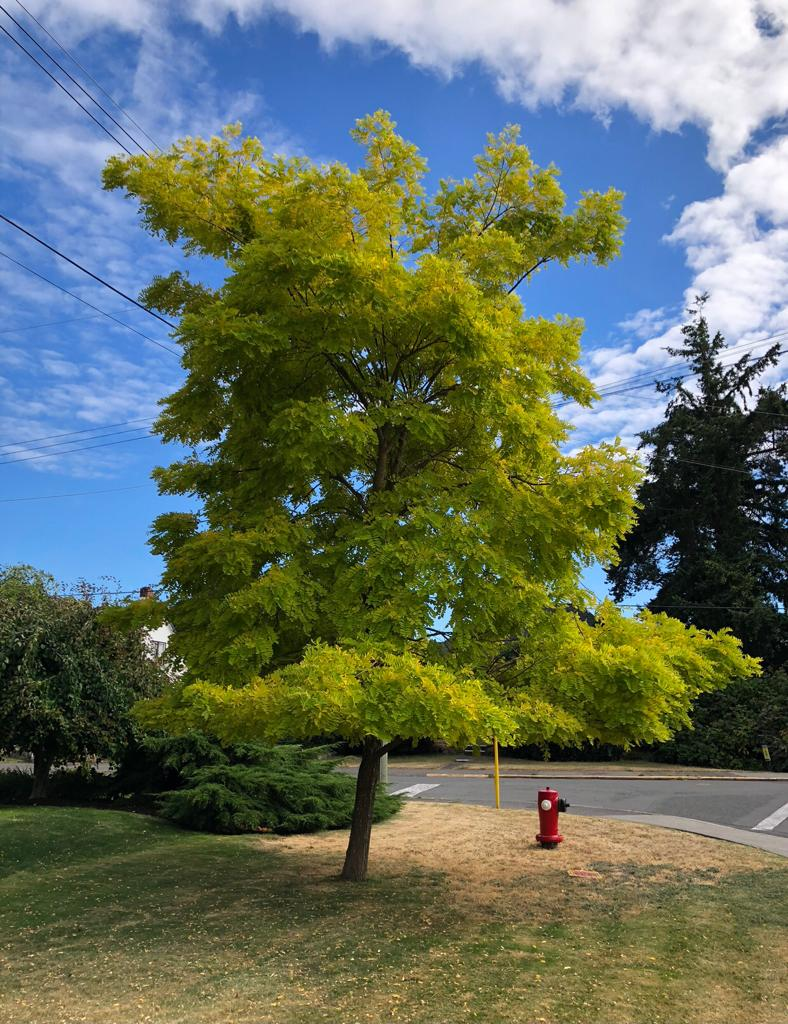
Árbol común en Victoria, Canadá.

Un árbol es una forma de planta que aparece en muchos órdenes y familias de plantas diferentes. Los árboles muestran una variedad de formas de crecimiento, formas de hojas, características de la corteza y órganos reproductivos.
La forma de árbol ha evolucionado separadamente en clases de plantas sin parentesco, en respuesta a unos desafíos medioambientales similares, haciendo de él un ejemplo clásico de evolución en paralelo. Con unas 100 000 especies arbóreas aproximadas, el número de especies en todo el mundo puede suponer el 25 % de todas las especies de plantas vivas. La mayoría de las especies arbóreas crecen en regiones tropicales del mundo y muchas de estas áreas no han sido aún investigadas por los botánicos, haciendo de la diversidad de especies y áreas de distribución se entienden de manera fragmentaria.

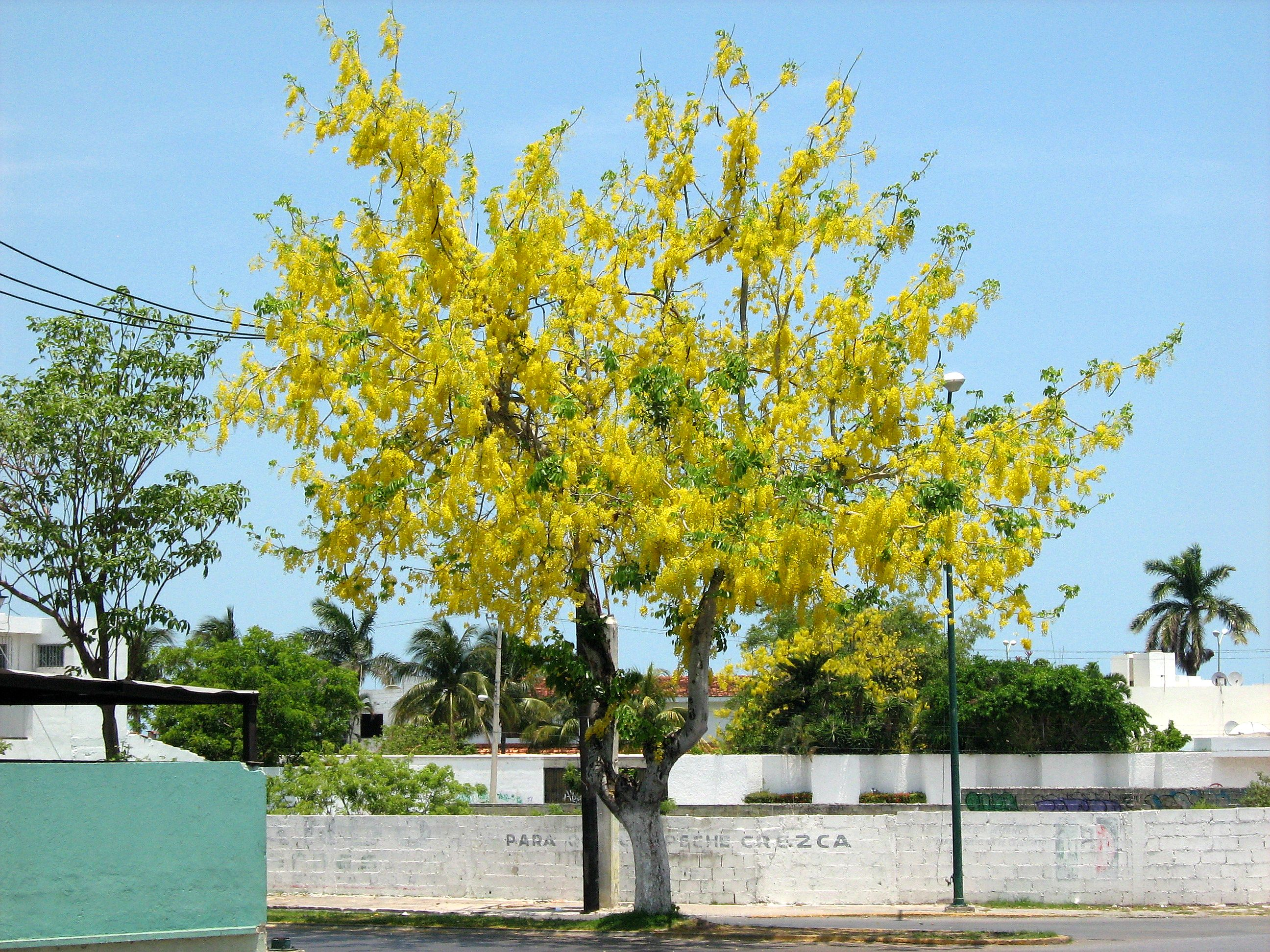
Árbol tropical en Campeche (México)

Actualmente (abril de 2007) la datación de los primeros árboles conocidos es del rango de los 380 millones de años antes del presente, en pleno período devónico cuando los animales vertebrados apenas comenzaban a colonizar las tierras emergidas. Esos árboles, del género Wattieza, que poblaban zonas actualmente correspondientes a Sur y Norteamérica, probablemente enriquecieron la atmósfera con oxígeno producido mediante la fotosíntesis favoreciendo de este modo el desarrollo de especies superiores de animales fuera de los mares. Los árboles más antiguos eran helechos arborescentes, equisetáceas y licofitas, que crecieron en bosques en el período carbonífero; aún sobreviven helechos arborescentes, pero las únicas equisetáceas y licofitas que quedan no tienen forma de árbol. Más tarde, en el período Triásico, aparecieron las coníferas, los ginkgos, las cícadas y otras gimnospermas, y posteriormente las plantas con flor en el período Cretácico. La mayor parte de las especies actuales son plantas con flor (angiospermas) y coníferas.
Plantas con el biotipo de árbol se encuentran en todas las clases de la superdivisión Spermatophyta (las antes llamadas fanerógamas), salvo en las cícadas (Cycadophyta), que son de biotipo Palmeroide.

## Importancia económica y cultural
Se llama dendrología al estudio de los árboles en aquello que les es propio como tales, y silvicultura al estudio científico y la práctica de su cuidado o cultivo, del que se ocupan los ingenieros forestales.

### Importancia económica
El ser humano explota los árboles de diferentes maneras. Desde la antigüedad, la madera se ha usado como combustible. Se habla de especies forestales, que son aquellas que suministran madera y productos derivados. La madera de los árboles es un material común de construcción de edificios y de muebles. La pulpa se emplea para la industria papelera.
Hay árboles frutales, que se caracterizan por producir frutos comestibles y con tal finalidad se plantan por el hombre.
Un tercer tipo de uso es el adorno u ornamento de fincas particulares y espacios públicos. Se habla así de especies ornamentales. Los árboles forman parte del mobiliario urbano: en las ciudades se utilizan los árboles en calles, parques y jardines, como algo  ornamental y creando así puntos de descanso, refresco y esparcimiento para los ciudadanos.

### Importancia cultural
Los árboles han jugado un importante papel en la religión, en la magia y la industria, como por ejemplo el árbol de Navidad, y tienen también un gran simbolismo en la filosofía y la cultura, por ejemplo el árbol de la sabiduría. Asimismo tienen un gran protagonismo en relación con el calentamiento global.
En diversas culturas el árbol se ha considerado sagrado. En la iconografía cristiana tiene asociada toda una iconografía. Es el eje entre los mundos inferior, terrestre y celeste. Coincide con la cruz de la Redención. La cruz está representada muchas veces como árbol de la vida. Este árbol de la vida surge por primera vez en el arte de los pueblos orientales; es el hom o árbol central colocado entre dos animales afrontados o dos seres fabulosos; es un tema mesopotámico que pasó a Extremo Oriente y Occidente por medio de los persas, árabes y bizantinos. Para las teogonías orientales el hom tiene un sentido cósmico, está situado en el centro del Universo y se mueve con la idea del dios creador. Dos árboles míticos o simbólicos mencionados por primera vez en la Biblia en el libro del Génesis. Estos árboles serían llamados "árbol del conocimiento del bien y el mal" y el "árbol de la vida". En el paraíso el árbol de la vida estaba en medio del huerto, pero protegido de los hombres. En el claustro de la iglesia de Santa María la Real de Nieva, se encuentra la representación del hom oriental como símbolo del árbol de la vida en algunos capiteles :
- Árbol con el león y el toro alados (que representan a Marcos de Ostia y Lucas el Evangelista) que están defendiendo al hom.
- Un pino, y a sus lados unos perros con rostro humano cubiertos por capucha. Son los canes dominicanos como defensores del hom.
- En otro capitel, los animales son dos búhos, símbolo de la sabiduría y la noche, también defendiendo al hom.

Los budistas, hinduistas y jainistas consideran sagrado cierto tipo de higuera llamada por ello higuera sagrada bajo la cual, creen, Buda alcanzó el nirvana. Yggdrasil es el árbol mítico de los nórdicos, un fresno perenne al que consideraban el "árbol de la vida", o "fresno del universo". Los antiguos sajones tenían también un árbol sagrado, Irminsul, que Carlomagno ordenó destruir cuando los atacó.
En la mitología grecorromana, distintos tipos de árboles y otras plantas han sido consagrados a diferentes divinidades:
- El haya y la encina estaban consagradas a Júpiter.
- El pino estaba consagrado a Cibeles.
- El olivo se consagraba a Minerva.
- El laurel, a Apolo.
- El mirto y el loto, a Venus.
- El ciprés, a Plutón.
- El narciso, a Proserpina.
- El fresno a Marte.
- La adormidera, a Ceres y a Lucina.
- La viña, el pámpano y la hiedra a Baco.
- El álamo, a Hércules.
- El cedro, el aliso y el enebro a las Euménides.
- La palmera, a las Musas.
- El plátano, a los Genios.[29]

## Estado de conservación

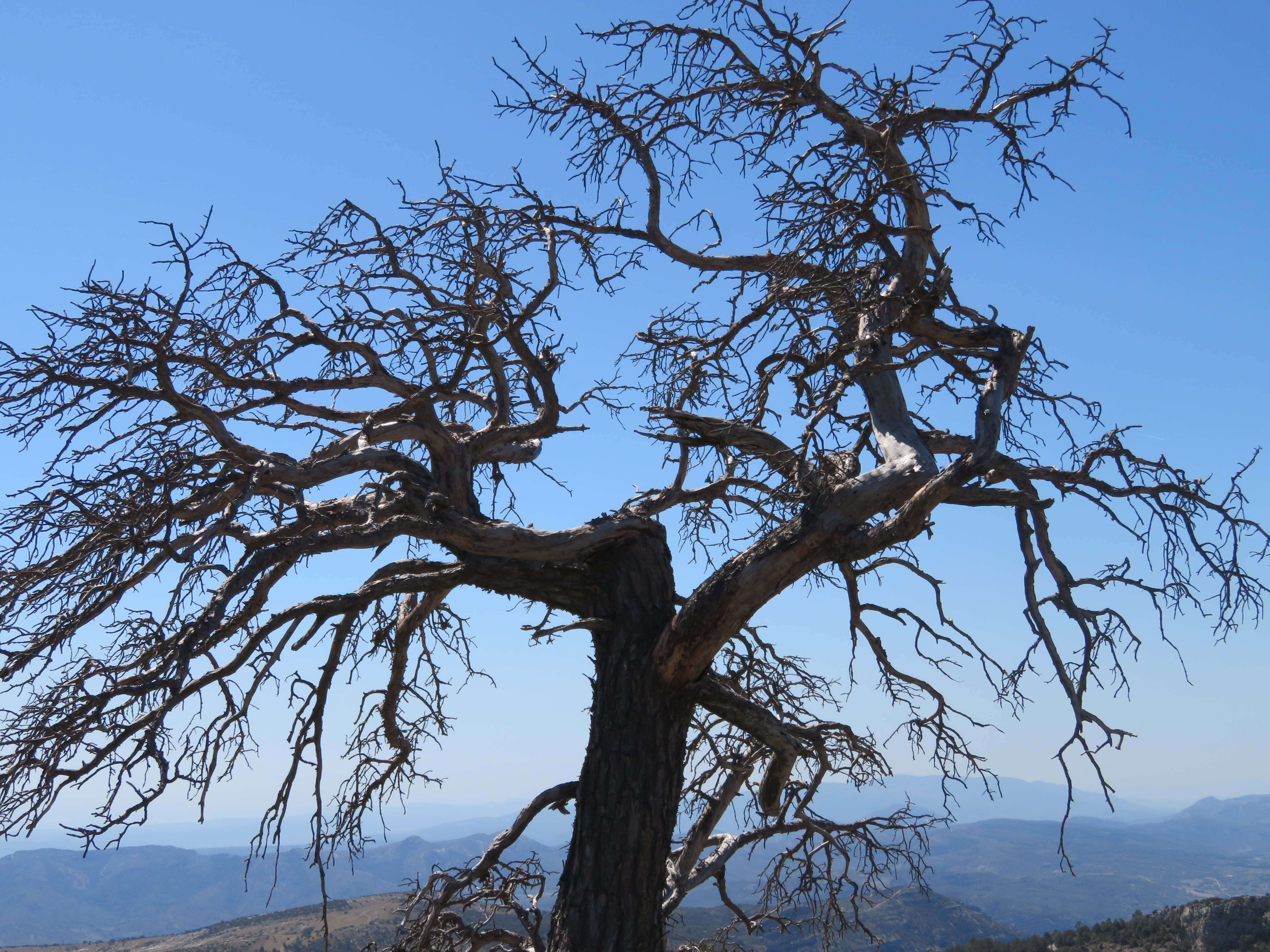
Árbol muerto del monte Turmell (Xert, España).

Los árboles están desapareciendo de forma masiva de la superficie de la tierra en un proceso de deforestación sin precedentes.Wohlleben, Peter; Flannery, Tim F.; Simard, S.; Billinghurst, Jane. The Hidden Life of Trees: What They Feel, How They Communicate: Discoveries from a Secret World. ISBN 9781771642484. OCLC 933722592. Se calcula que un tercio de los bosques del mundo han desaparecido. Se debe en parte a la sobreexplotación que padecen, por ejemplo las selvas tropicales, pero también a los incendios forestales, la mayor parte de los cuales son producidos por el hombre, bien de forma intencionada, bien por negligencia. Además, el hombre efectúa talas intensivas para hacer sitio a otro tipo de cultivo que da un rendimiento económico mayor a corto plazo, por ejemplo, para abrir pastos para la ganadería o para el cultivo de grandes extensiones de soja. Las consecuencias negativas son: la pérdida de hábitats para diversas especies animales y vegetales, la erosión, al dejar el terreno libre a la acción desecante del viento y la libre circulación de las aguas, lo que provoca que se pierda la capa fértil de suelo y ocasiona que el terreno se vaya desertificando.
La solución, además del abandono de determinadas prácticas, como la quema intencionada del bosque para obtener pastos, pasa por una explotación racional, que implique no solo tala sino también reforestación con ejemplares jóvenes que constituyan el bosque del futuro. El Programa de las Naciones Unidas para el Medio Ambiente ha iniciado una campaña mundial Plantemos para el Planeta con el objetivo de plantar 7000 millones de árboles, o sea 1 árbol por habitante de la tierra para finales de 2009. Además, se protegen extensiones de aquellas áreas más ricas en biodiversidad, o de las especies endémicas, muchas de ellas en peligro de extinción.
También hay riesgos naturales que amenazan los bosques, como el fuego, las plagas de insectos y enfermedades.